# Alvarenga Marques
Maria Cristina Cabral de Alvarenga Marques, conhecida por Alvarenga Marques (Pemba, 7 de abril de 1965) é uma artista plástica portuguesa nascida em Moçambique. Licenciada em Artes Plásticas - Pintura em 1992, pela Escola Superior de Belas Artes do Porto. Repartida entre o ensino e a criação plástica, a sua prática artística tem-se desenvolvido numa constante exploração das possibilidades expressivas da Pintura, área onde concentra grande parte da sua investigação estética e conceptual. Paralelamente, dedica-se também à Fotografia e à Arte Digital, linguagens que complementam e expandem o seu universo criativo. O seu percurso reflete um compromisso com a experimentação e com o diálogo entre diferentes meios, mantendo sempre uma ligação com os processos de ensino e partilha de conhecimento.

## Biografia
Nasceu em Mecúfi (Pemba) distrito de Cabo Delgado, Moçambique, país onde passou a maior parte da sua infância. Em 1974 vem para Portugal prosseguindo estudos no norte do País ,  ingressando em 1985 na Escola Superior  de Belas Artes do Porto no curso de Artes Plásticas-Pintura.
Paralelamente à atividade artística dedica-se também ao ensino desempenhando funções de docente na área das Artes Visuais em  escolas secundárias do ensino público.
Fascinada desde sempre pela figuração, foi pela experimentação que se deparou com um modo de representar em que a reciclagem de imagens foi ganhando força.
Explorou técnicas como a serigrafia, gravura e cerâmica mas é na pintura, que encontra o seu território privilegiado, um campo onde busca novas narrativas visuais num cenário globalizante. Descontextualiza imagens, algumas são apropriações, e estabelece relações entre elas numa abordagem multicultural e multirracial criando ambientes inesperados e inusitados.
Paralelamente, a fotografia e a arte digital surgem como extensões naturais, abrindo novas possibilidades de experimentação e cruzamento de linguagens.

## Exposições coletivas, residências artísticas, workshops e eventos (seleção)
. 6ª edição do Prémio Júlio Resende, Auditório Municipal de Gondomar; "Liberdade - 50 Anos, 50 Mulheres, 50 Dias", Museu Municipal de Espinho / FACE - 2024.
. 7ª Bienal Internacional  de Arte de Espinho, Museu Municipal de Espinho / FACE , Espinho – 2023
. Babuchas e as MULHERES, sapatos que pensam, Museu do calçado, S João da Madeira; MasKollektiv Project #signs of Hope, catalog/magazine  -  2021.
. Amália, Um olhar Contemporâneo, Galeria António Prates, Lisboa; 25 years in 25 stories- 25th anniversary of the dst Literature Grand Prize, Zet Gallery, Braga; UnKnown 2020 International Online Exhibition and art Camp, Asymmetry Art Group (Jabalpur- India); The Art of Sherlock Global 2 Special Edition, ilustration Book  (#48 - The Adventure of the Missing Necklace);  Art Around Us International Online Exhibition Foundation of Art and Culture , Bhopal, India – 2020.
. Perfeita Libação, Art Transforming, Museu do Vinho da Bairrada, Anadia; VII Bienal de Culturas Lusófonas, Centro de exposições, Odivelas ; Arte em Lata, Museu Municipal de Espinho; UBUNTU,  3ª Bienal  Internacional de  Arte de Gaia – 2019.
.'HÁBITATS', artistas Portugueses e Andaluzes, Meca, Almeria,  Espanha; Exposição "AMADEO", Centenário do falecimento de Amadeo de Souza Cardoso, Museu Municipal de Espinho (FACE); II Edição Internacional de Livros de Artista no MAB (Museu de Arte da Bahia), Brasil; 80 Anos, 80 Interpretações de José Rodrigues, Convento de S. Paio, Vila Nova de Cerveira - 2018
. Lethes Art, Ponte de Lima; Prémio de Pintura CPC 2017, Congresso Português de Cardiologia, Palácio de Congressos do Algarve, Albufeira; ‘4ª Bienal Mulheres D’Artes, Museu Municipal de Espinho / FACE - 2017
. ‘Quem Conta Um Conto’, Museu Soares dos Reis, Porto; Art Map(moving curatorial project), Ponte de Lima;  Arte Urbana em MUPIS "20 artistas na cidade", AMIarte,  Porto; PORTUG’ART exhibition,Grafton Street,23 (Myfair), D Group, Londres, Reino Unido - 2016
. “AMIudadamente”- Exposição Colectiva Internacional ‏- AMIarte – Porto; Tributo à Arte Bruta” (Onda da Bienal de Gaia), Vila Nova de Gaia - 2015
.  1ª Bienal De Arte de Gaia, V.N. de Gaia ; 3.ª Bienal Internacional Mulheres d' Artes, Museu Municipal de Espinho; Escravas & Deusas, Museu da Carris, Lisboa ; Woman With (He)art", Da Vinci Art Gallery – Porto - 2015
.  3ª Exposição Shair , Gal. Emergentes DST, Braga; ; Prémio Carmen Miranda 2014,  Museu Carmen Miranda,  Marco de Canavezes; ‘As tuas histórias’, Gal. Trindade, Porto; ‘Mestres da contemporaneidade Artística’, Da Vinci Art Gallery , Porto 2014
. “Mulheres e Babuchas”, gal. Porto Oriental- Porto; “Femmes et Babouches”, gal. Espace 181, Paris, França; “50 Artistas de dentro e fora”, CCA Alfândega da Fé - 2013
. VII BIENAL, salão das artes, Vidigueira; " Pensando através dos meus olhos",  Gal.Trindade, Porto – 2010.
. I Prémio Internacional de Pintura Fundação Rotária Portuguesa,50 Anos, Coimbra; Exposición Colectiva Pintores Noveles, Galerías Fivars París/Monte Pego, França /Espanha - 2009
. Prémio Amadeo De Sousa-Cardoso, Museu Municipal Amadeu De Sousa Cardoso, Amarante - 2005
.  III Prémio de Artes Plásticas-Baviera Sec.XXI, Museu da Bienal de Cerveira, V.N.Cerveira - 2004
. Ásia Print Adventure, Hokkaido Museum of Modern Art, Japão; 6e Triennal Mondiale de l’Estampe Petit Format, Chamalières/Auvergne,  França ; All Media . Painting III (online exibition) , Period Gallery, Omaha / Nebraska, U.S.A. - 2003
. 7º Premio Internacional Mercosur Diogenes Taborda, Fundación Volpe Stessens, Buenos Aires,Agentina; “IT ART 2002”: 4th Mini Graphic & Painting World Wide Show, Academia de Arte de Pisa,  Itália ; VII Bienal de Artes Plásticas Cidade do Montijo/ Prémio Vespeira - 2002
. I Bienal de Gravura de St. André/S.Paulo, Brasil ;Gravura Portuguesa Contemporânea, Bibliothéque Gabrielle Roy, Québec/ Canadá ;Prémio Nacional de Pintura Júlio Resende, Auditório Municipal, Gondomar;  I Bienal Internacional de Gravura, Alijó ; I prémio de Arte Érótica, Aud. Municipal, Gondomar - 2001
. Simposium “Z-Art”, Salzau, Alemanha ;III Bienal de Artes Plásticas “o Vidro”, Marinha Grande, San Ildefonso/ La Granja, Espanha ;”Poetas & Poetas” ( Gravura), Casa do Olhar ,St. André/ S. Paulo, Brasil ; VII Bienal Internacional de Gravura, Amadora - 2000

## Exposições individuais
2018 - "Crazy Cloud Time" - Galeria Almedina, Museu Municipal - Coimbra; "Near from any Sea", Galeria Piso Dois (ESF) - Felgueiras; 2017 - “Far from any Road” (Retrospetiva), Fundação AMI Amiarte - Porto; “Color Blind”, Museu do Azulejo de Ovar - Ovar; 2016 - “2 for1” (doblo solo exhibit) Alvarenga Marques+Tim Madeira, Galeria Acervo - Lisboa; 2015 - “Higher than the Sun III”, Arte & Cultura, Quinta da Boeira - V.N. Gaia; 2013 - “Higher than the Sun II”, 57Artgallery - Viana do Castelo; 2012 - “Higher than the sun”, GaleriaTrindade - Porto; 2007, “Till the sun turns black”, GaleriaTrindade - Porto; 2004 - “Screens of memory” – GaleriaTrindade - Porto; 2002 – “Always on my mind”, Galeria OM - Penafiel; 2000 - “Submerso”, Epicêntro / Arte & Produções Culturais - Porto; 1999 – “Em Terra de Cego”, Galeria OM - Penafiel; 1998 - “Tons Férteis”, Galeria do Município – Matosinhos.

## Prémios
2023 - Menção Honrosa, 'FozArte', Forte de S. João Batista, Porto/Portugal;
2009 - Prémio de Pintura, 'Encontrarte', Amares/Portugal;
2004 - Prémio Revelação, 'III Prémio de Artes Plásticas-Baviera Sec.XXI',  Museu da Bienal de Cerveira, V.N.Cerveira/Portugal;
2003 - Special Recognition, 'All Media . Painting III' (online exhibition), Period Gallery, Omaha/Nebraska/U.S.A.;
2002 - 1º Prémio de Gravura, '7º Salón Internacional Mercosur Diogenes Taborda', Fundación Volpe Stessens,Buenos Aires/Argentina; Mostra Prémio (artisti finalisti), “IT ART 2002”(4th Mini Graphic & Painting World Wide Show), Chiesa di S. Maria Della Spina, Pisa/Itália;
2000 - Prémio Aquisição, 'Magna Artis'  Artistas de Gondomar, Auditório Municipal, Gondomar/Portugal; 1994 - Prémio Revelação , 'IV Bienal de Gravura', Amadora/Portugal.